# Succinea piratarum
Succinea piratarum es una especie de molusco gasterópodo de la familia Succineidae en el orden de los Stylommatophora.

## Distribución geográfica
Es  endémica de Guam.